# Avelino Abuín de Tembra
Avelino Abuín de Tembra (Dodro, 1931) és un escriptor gallec.
Va estudiar Filosofia i lletres a la Universitat de Santiago de Compostela i va llicenciar-se en Filologia Romànica. És catedràtic d'ensenyament mitjà i tècnic superior de relacións públiques.
Va ser el creador dels Jocs Florals de l'ensenyament mitjà de Galícia (1963), dels cursos monogràfics Manuel Peleteiro (1966) i fundador del patronat Pedrón de Ouro (1964, més endavant convertit en Fundación de Interese Galego). És secretari general de la Fundación Rosalía de Castro i membre de la seva Comissió de Cultura des de 1965.
Va fundar la revista electrònica Galicia Viva (1999), de l'associació cultural epònima, i va crear la Ruta Rosaliana. Ha col·laborat a nombroses publicacions periodístiques gallegues i a la Radio Galega.

## Obres
- Camiños, 1961 (poemari)
- Home ao pairo, 1974 (poemari)
- Roldas de Compostela, 1981 (poemari)
- En las orillas del Sar de Rosalía, 1984 (antologia)
- Ruta Rosaliana', 1984
- Rosalía, biografía do centenario, 1985
- Rosalía, 1987 (biografia de na Rosalía de Castro)
- Obras completas de Rosalía, 1992 (antologia)

## Premis
- Premi Ciudad de Carballo (1979)
- Premi Galicia de poesia (1981)
- Premi Celso Emilio Ferreiro de poesia (1981)